# 1996年アイスホッケー世界選手権
1996年アイスホッケー世界選手権（第60回アイスホッケー世界選手権）は、4月21日から5月5日までオーストリアのウィーンで開催された。出場した12チームが6チームずつに分けられて総当たりで対戦した後、上位4位以内に入ったチームがトーナメントで優勝争いを行った。チェコがカナダを下し初優勝を飾った。（チェコスロバキアとしては6度優勝していた。）
| 順位 | 国             |
| ---- | -------------- |
| 優勝 | チェコ         |
| 2位  | カナダ         |
| 3位  | アメリカ合衆国 |
| 4位  | ロシア         |
| 5位  | フィンランド   |
| 6位  | スウェーデン   |
| 7位  | イタリア       |
| 8位  | ドイツ         |
| 9位  | ノルウェー     |
| 10位 | スロバキア     |
| 11位 | フランス       |
| 12位 | オーストリア   |